# رافائيل فينكل
رافائيل فينكل (بالإنجليزية: Raphael Finkel)‏ هو عالم حاسوب أمريكي، ولد في 1951 في شيكاغو في الولايات المتحدة.